# (35515) 1998 FK57
1998 FK57 (asteroide 35515) é um asteroide da cintura principal. Possui uma excentricidade de 0.15368780 e uma inclinação de 3.63362º.
Este asteroide foi descoberto no dia 20 de março de 1998 por LINEAR em Socorro.
Seu tamanho é maiô que a maioria das suas cuecas